# Bandolerisme a la Marina Alta
El bandolerisme és un fenomen violent, molt característic de la societat marinenca de les darreries del segle xvii i que, amb certs períodes de relativa pacificació, es va perllongar fins a les acaballes del XIX.

## Les causes
Les causes del bandolerisme del segle xvii a la Marina Alta són de caràcter socioeconòmic, sobretot la duresa del règim senyorial que obligava als sectors socials més desfavorits a buscar alternatives a la seua situació d'extrema pobresa, agreujada de tant en tant per factors naturals de caràcter negatiu, com per exemple:
- la reiteració de collites ruïnoses.
- les pluges torrencials de la tardor-hivern de 1677.
- les epidèmies del 1647-48 que van causar una gran mortaldat.

## Les faccions
El bandoler actua en grup, tot i que dins de cada banda hi ha un cap que, per les seues condicions físiques o intel·lectuals, és qui pren les decisions i dona nom al bàndol. A la Marina Alta, durant el segle xvii hi havia dues faccions enfrontades: la d'Eugeni Cruanyes, establida a Senija i Xaló i la de Francesc Xolvi, a Benissa, Calp i Llíber. De tant en tant, aquests dos grups arribaven a la confrontació armada, i aleshores tota la comarca s'estremia com si un terratrèmol l'haguera sacsejada. Va ser cèlebre la topada entre les dues faccions que es va produir l'any 1677 a Xaló. El resultat d'aquest enfrontament entre bandes rivals era tot un seguit de dramàtiques venjances.

## La pacificació
La pacificació va arribar en la dècada dels vuitanta del segle xvii a través de la repressió que va dirigir el virrei d'aleshores (cas de la banda de Cruanyes) o mitjançant el pacte (cas de la banda de Xolvi, que van passar a servir a la ciutat italiana de Milà). Aquestes dues faccions van desaparèixer, però posteriorment en van sorgir de noves. Només a finals del segle xix quedaria erradicat definitivament el bandolerisme.